# 短裂芋蘭
短裂芋蘭（学名：Eulophia brachycentra）为蘭科芋蘭屬下的一个种。

## 扩展阅读
- 維基物種上的相關：短裂芋蘭